# 尼古拉·杰缅捷伊
尼古拉·伊万诺维奇·杰缅捷伊（俄語：Николай Иванович Дементей；1930年5月25日—2018年7月10日），苏联及白俄罗斯政治家。他曾担任白共维捷布斯克州委书记；白共中央农业委员会书记；白俄罗斯苏维埃社会主义共和国最高苏维埃主席团、最高苏维埃主席。由于在八一九事件站在针对苏联总统米哈伊尔·戈尔巴乔夫的政变的一边，斯坦尼斯拉夫·舒什克维奇接替了他的主席职务。

## 生平
- 1930年5月25日出生于维捷布斯克州恰什尼茨基区霍特利诺村。
- 1955年-1959年，白俄罗斯农业学院学习。1957年加入苏联共产党。
- 1958年-1962年，维捷布斯克区委书记、第二书记、区长。
- 1962年-1964年，苏共中央高级党校学习。
- 1964年-1966年，白共维捷布斯克州委讲师、农业部副部长。
- 1968年-1970年，白共维捷布斯克州烏沙奇區委第一书记。
- 1970年-1974年，白共中央监察委员会委员。
- 1974年-1977年，白共维捷布斯克州委书记。
- 1977年-1979年，白共中央农业部长。
- 1979年-1989年7月，白共中央书记处书记，主管农业工作。
- 1989年7月-1990年5月，白俄罗斯苏维埃社会主义共和国最高苏维埃主席团主席兼苏联最高苏维埃主席团副主席。
- 1990年5月-1991年8月，白俄罗斯苏维埃社会主义共和国最高苏维埃主席。在他的主持下，白俄罗斯最高苏维埃于1990年7月27日通过了《白俄罗斯苏维埃社会主义共和国国家主权宣言》。八一九事件期间，他公开支持紧急状态委员会。他于1991年8月22日召开的白俄罗斯苏维埃社会主义共和国最高苏维埃特别会议上宣布辞职。
- 1997年1月-2000年1月，白俄罗斯国民议会共和国院议员。
- 2000年2月起退休。他著有回忆录《人生教训》。
- 2018年7月10日于明斯克州日丹诺维奇总统诊所逝世，享年88岁。

杰缅捷伊是苏共26-27大代表；苏联人民代表，第12届白俄罗斯苏维埃社会主义共和国最高苏维埃代表。

## 荣誉
苏联：
- 十月革命勋章
- 三次劳动红旗勋章
- 荣誉勋章
- 纪念列宁诞辰一百周年奖章
- 退休劳动者奖章
- 苏联国民经济成就展奖章

白俄罗斯：
- 解放六十周年奖章
- 1941-1945年伟大卫国战争胜利六十周年奖章
- 三级祖国勋章（2000）